# Неолиберализъм
Неолиберализмът е политическа философия, която се застъпва за икономическа либерализация, свободна търговия и свободни пазари, приватизация, дерегулация, намаляване на мащаба на държавния сектор, при засилване ролята на частния сектор в съвременното общество.
Неолиберализмът е за ненамеса на държавата в дейността на предприятията и против развитието на държавната собственост.
Неолиберализмът е идеология, основана на икономическия либерализъм. Идеологията е благосклонна към икономически политики, базирани на неокласическите теории в икономиката, които минимализират ролята на държавата и максимализират частния бизнес сектор. Терминът „неолиберализъм“ също така е започнал да има широка употреба в културните изследвания, за да опише социални, културни и политически практики и политики, които използват езика на пазарите, ефикасността, консуматорския избор, трансакционното мислене и индивидуалната автономия, за да се премести рискът от правителствата и корпорациите към индивидите, и да се увеличава този тип пазарна логика в една реалност на социалното и на афективните взаимоотношения.
През 70-те години на ХХ век някои латиноамерикански икономисти започват да използват „неолиберализмо“ (neoliberalismo), за да опишат своята програма за пазарноориентирани реформи. От 90-те години на ХХ век обаче лявоориентирани икономисти и теоретици като Джон К. Гълбрайт, Дейвид Харви и др. употребяват термина „неолиберализъм“ в пейоративен смисъл, означаващ икономическа политика, защитаваща интересите на глобалния капитал във вреда на тези на наемния труд и обществото като цяло. Консервативните критици от своя страна отхвърлят термина „неолиберализъм“ като „запазена фраза“, изобретена от американските радикали, с която да омаловажат идеите на Милтън Фридман и Фридрих фон Хайек. Либертарианецът Роналд Хамови асоциира термина „неолиберализъм“ с националистите и утопичните социалисти, които се противопоставят на свободните пазари.

## Политически импликации
В по-широк смисъл неолиберализмът търси да прехвърли контрола на икономиката от публичния към частния сектор заради убеждението, че ще допринесе за по-ефективно управление и ще подобри икономическото състояние на нацията. Пълното изразяване на конкретни политики, защитавани от неолиберализма, често се смята да е това на Джон-Уилямсоновия „вашингтонски консенсус“ — списък от политически предложения, които изглежда, че са получили единодушно одобрение от базираните във Вашингтон международни икономически организации (като Международния валутен фонд (МВФ) и Световната банка).